# Liste der Bodendenkmale in Diera-Zehren
In der Liste der Bodendenkmale in Diera-Zehren sind die Bodendenkmale der Gemeinde Diera-Zehren und ihrer Ortsteile nach dem Stand der Auflistung von Harald Quietzsch und Heinz Jacob aus dem Jahr 1982 aufgelistet. Eventuelle Änderungen und Ergänzungen, insbesondere aus der Zeit nach der Wende, sind nicht berücksichtigt, da für Sachsen aktuell keine neueren allgemein zugänglichen Bodendenkmallisten vorliegen. Die Baudenkmale sind in der Liste der Kulturdenkmale in Diera-Zehren aufgeführt.
| Denkmal-ID | Fundart             | Ortsteil                    | Bezeichnung                                      | Zeitstellung              | Lage | Bemerkungen | Bild |
| ---------- | ------------------- | --------------------------- | ------------------------------------------------ | ------------------------- | --- | --- | ---- |
| ?          | Grabmal > Grabhügel | Diera                       | Gruppe von ca. 15 Hügelgräbern, „Hussitengräber“ | Bronzezeit                | nordnordöstlich des Orts, am Ostrand des Golkwalds                                                                      | Schutz seit 12. November 1934, erneuert 18. März 1966 |      |
| ?          | Befestigung > Burg  | Löbsal                      | Wallanlage „Burgberg“                            | Bronzezeit und Slawenzeit | auf dem Gebiet der Gemeinden Diera-Zehren und Nünchritz (Diesbar) westnordwestlich von Löbsal, Hochfläche über der Elbe | Durch Abschnittswall befestigter Geländesporn, Schutz seit 18. Februar 1935, erneuert 18. Januar 1973                                                                    |      |
| ?          | Befestigung > Burg  | Niederlommatzsch (Göhrisch) | Wallanlage                                       | Bronzezeit                | westlich des Guts Göhrisch, nordwestliches Hochufer der Elbe                                                            | Hochplateau mit Ringbefestigung, Schutz seit 3. Oktober 1935, erneuert 9. Oktober 1957                                                                                   |      |
| ?          | Befestigung > Burg  | Oberlommatzsch (Windorf)    | Wasserburg?                                      | Mittelalter               | ostnordöstlich von Windorf, südwestlich von Oberlommatzsch, Niederung                                                   | rechteckige Anlage mit stark gerundeten Ecken, wasserführender umlaufender Graben, Schutz seit 20. Dezember 1972                                                         |      |
| ?          | Befestigung > Burg  | Schieritz                   | Wehranlage                                       | Mittelalter               | südsüdöstlich des Orts, Westseite des Dragonerbergs, über dem Ketzerbachtal                                             | Turmhügelartige Spornbefestigung mit Abschnittsgraben und Vorburg mit Abschnittswall, umfasst von einem Gürtelgraben, Schutz seit 1. Juli 1939, erneuert 9. Oktober 1957 |      |
| ?          | Befestigung > Burg  | Zadel                       | Wehranlage                                       | Mittelalter               | direkt südwestlich des Orts, Geländesporn östlich der Straße                                                            | Spornbefestigung mit Abschnittswall und -graben, Graben verflacht, Wall teilweise abgegraben, Schutz seit 18. Januar 1973                                                |      |
| ?          | Befestigung > Burg  | Zehren                      | Wallanlage Spitzhäuserwall                       | Slawenzeit                | südöstlich des Orts, Elbtalkante über den Spitzhäusern                                                                  | Abschnittsartige Kantenbefestigung in spornförmiger Geländeecke, flach erhaltene Wallerhöhung, Schutz seit 20. Dezember 1972                                             |      |
| ?          | Befestigung > Burg  | Zehren                      | Wehranlage „Burgberg“                            | Mittelalter               | nördlicher Ortsrand, Elbtalkante                                                                                        | Spornbefestigung mit Abschnittswall und vorgelagertem Graben (Graben eingeebnet), Schutz seit 6. Februar 1942, erneuert 9. Oktober 1957                                  |      |